# Diablo Cody
Brook Busey (født 14. juni 1978 i Chicago, Illinois) bedst kendt med hendes Pseudonym Diablo Cody er en amerikansk manuskriptforfatter, blogger, og journalist.
Cody fik kritisk anerkendelse verden over for manuskriptet til 2007-filmen Juno, hun vandt en Oscar for bedste originale manuskript.